# ニック・タンディ
ニック・タンディ（Nick Tandy, 1984年11月5日 - ）はイギリス・ベッドフォード出身のレーシングドライバー。ポルシェのファクトリードライバーとして活躍し、ウェザーテック・スポーツカー選手権にポルシェ・GTチームから参戦しているほか、2015年のル・マン24時間レースでは総合優勝を飾っている。
2025年にデイトナ24時間レースを制し、ル・マン、デイトナ、ニュルブルクリンク、スパの24時間レース全てをポルシェのマシンで総合優勝し、史上初の「四大24時間レースのグランドスラム」を達成。また同年のセブリング12時間レースもポルシェ・963で制し、ル・マン、デイトナ、セブリングの総合優勝を果たした史上10人目となる「耐久レースの三冠」を達成し、上記3つのレースに、スパ24時間、ニュルブルクリンク24時間、プチ・ル・マンを加えた六大耐久レース「ビッグシックス」の全てで総合優勝を果たした史上初のドライバーとなった。

## 経歴

### 初期の経歴
タンディは1996年にミニ・ストックスでモータースポーツのキャリアを開始した。このカテゴリーに2000年まで参戦を続けた後、2001年からはミニ・セブンスへと移行した。
2005年にタンディはフォーミュラレースへと切り替えを行い、BRDC シングルシーターに参戦した。タンディは同シリーズで14戦中11勝を挙げてチャンピオンを獲得し、シルバーストーンからのスカラシップも獲得した。
翌年にはイギリス・フォーミュラ・フォードにステップアップした。タンディは4戦を終えた時点で実兄のジョー・タンディが運営するジョー・タンディ・レーシングに移籍してシーズンを戦った。翌年にも同様の体制で戦い、初年度にはシリーズ2位を、翌年には3位を獲得している。2007年にはフォーミュラ・パーマー・アウディのシュートアウトを勝ち抜き、マクラーレン・オートスポーツ・BRDCアワードにもノミネートされた（ステファン・ウィルソンがこの年のアワードを獲得）。

### フォーミュラ3
2008年にタンディは兄ジョーが運営するチームからイギリス・フォーミュラ3選手権にステップアップした。競争力に劣るミゲール製シャシーを使用しながらも、タンディは後半戦に3度の表彰台を獲得してランキング9位となった。
2009年も同様の体制でイギリスF3に参戦したが、5月に兄ジョーが自動車事故で死亡した。チームは参戦を継続し、事故直後に開催されたロッキンガム戦では3番手からスタートしてシリーズ初優勝を飾った。その後、タンディはカルロ・ヴァン・ダムの代役としてコレスからフォーミュラ3・ユーロシリーズに参戦し、イギリスF3の参戦を中断した。タンディはノリスリンク以降の6ラウンドに出走したが、ポイントを獲得することはできなかった。

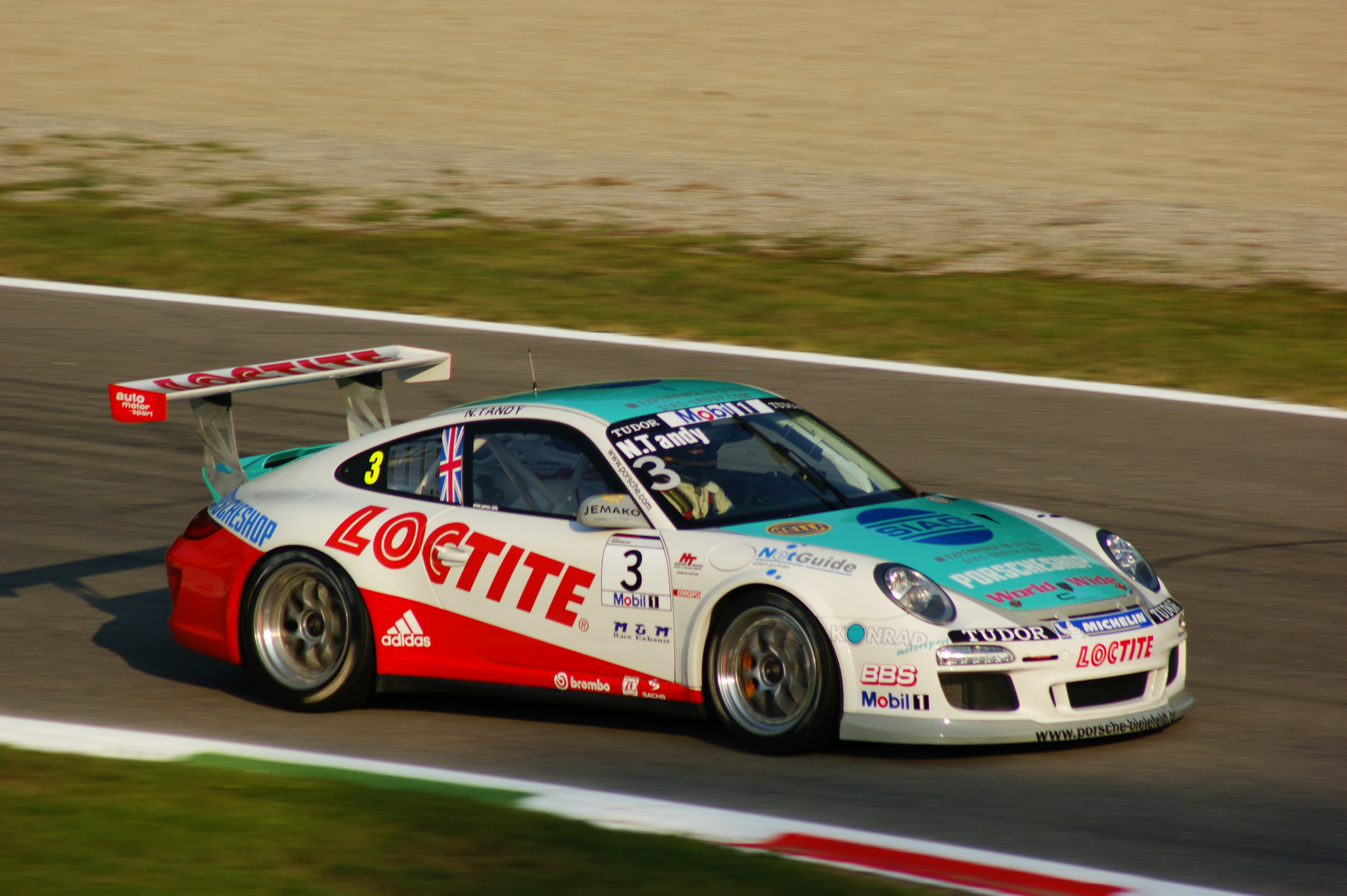
2011年のポルシェ・スーパーカップモンツァラウンドにて。

### ポルシェカップ
F3への参戦を中断した後、タンディはコンラット・モータースポーツからポルシェ・カレラカップ・ドイツのディジョン戦に参戦した。タンディは初のレースで2位表彰台を獲得し、さらに、ポルシェ・スーパーカップの最終ラウンドにも参加し、ここでもレース1で2位を獲得した。
この活躍によりタンディはコンラット・モータースポーツのシートを獲得し、2010年にカレラカップ・ドイツとスーパーカップの2シリーズにフル参戦を行った。タンディは双方でランキング2位に入り、カレラカップ・ドイツではチャンピオンとなったニコラ・アルミンドを上回り、シーズン最多となる5勝を記録した。
2011年もコンラットから両シリーズに出場した。スーパーカップでは5位に終わったものの、カレラカップ・ドイツではシーン・エドワーズを8ポイント上回り、タイトルを獲得した。

### スポーツカー

#### ポルシェ（2013-20）
2012年12月、ポルシェはファクトリードライバーのラインナップにタンディを加えたことを発表した。この年はトラックスピードからイギリスGT選手権に、プロトン・コンペティションからヨーロピアン・ル・マン・シリーズに参戦したほか、ファルケン・モータースポーツから参戦したプチ・ル・マンではGTクラスで優勝した。
2014年にタンディはコア・オートスポーツが運用するポルシェのワークスチームからユナイテッド・スポーツカー選手権（USCC）のGTLMクラスに参戦することとなった。開幕戦のデイトナ24時間レースではパトリック・ピレ、リヒャルト・リーツと共にクラス優勝を果たしたが、後半戦はトラブルが相次ぎ、ランキングは15位にとどまった。また、マンタイ・レーシングが運営するヨーロッパ側のワークスチームから、ル・マンを含むFIA 世界耐久選手権（WEC）の3戦に出場している。

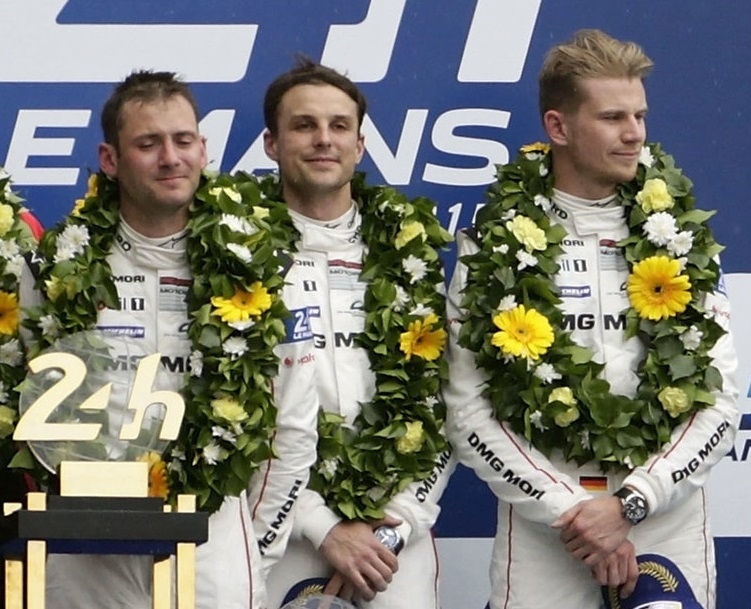
2015年のル・マン24時間レースの表彰台に登るタンディ（写真左）

2015年もピレと共にUSCCに出場したが、2月には同年のル・マン24時間レースに投入される3台目のポルシェ・919ハイブリッドのドライバーにニコ・ヒュルケンベルグ、アール・バンバーと共に起用された。3人が乗り込んだ19号車は予選3番手からスタートし、夜間にトップに浮上するとそのままトラブル無く走り切り、ポルシェにとって1998年以来のル・マン総合優勝を達成した。
この年はル・マン参戦を優先し、USCCの二戦を欠場したものの、後半戦で4勝を挙げてチームメイトであるピレの王座獲得に貢献した。中でも、最終戦プチ・ル・マンでは、降雨のために規定時間に達する前に終了となった難しい状況ながら、格上であるプロトタイプクラスの車両を抑えて総合優勝を果たした。加えて、日程が重ならないレースではKCMGよりWECのLMP2クラスにも参戦し、第4戦ニュルブルクリンクで1勝を飾った。
2016年にポルシェはル・マンに3台目のLMP1マシンを投入しなかったため、タンディはこの年のル・マンにLMGTE Proクラスから出場した。ウェザーテック・スポーツカー選手権（WTSCC, この年よりウェザーテックがメインスポンサーとなり、名称が変更された）では第3戦ロングビーチで1勝を挙げてランキング8位となった。この年をもってロマン・デュマおよびマルク・リープがLMP1のレギュラーを外れたため、タンディは後任としてバンバーと共に2017年のWECに参戦することとなった。
タンディはニール・ジャニとアウディより移籍したアンドレ・ロッテラーと共に1号車をドライブした。ル・マンではトヨタ勢が後退した後にレースをリードしたが、チェッカーまで4時間を残したところで油圧系のトラブルでリタイアを期した。その後は2号車のサポートに回ったためシーズンを通じて未勝利に終わったものの、6戦連続で表彰台を獲得してランキングは3位となった。シーズン終了前にポルシェはLMP1からの撤退を決定し、タンディもWTSCCに再び復帰することとなった。
2018年から2020年にかけ、タンディはWTSCCのGTLMクラスで主に活躍した。2019年には3勝を挙げて、僚友の912号車に次ぐランキング2位となっている。また、この期間にGT3マシンによる様々な耐久レースにもポルシェのファクトリードライバーとして参加しており、特に、ニュルブルクリンク24時間レースを2018年に、スパ24時間レースを2020年に制している。2019年のキャラミ9時間レースではフリカデリ・モータースポーツから出場して優勝し、マシンを共有したデニス・オルセンがインターコンチネンタルGTチャレンジのタイトルを獲得することを助けた。

#### コルベット（2021-）
2020年12月、ウェザーテック・スポーツカー選手権のGTLMクラスに参戦するコルベット・レーシングは、フル参戦から退くオリバー・ギャビンの後任としてタンディを起用することを発表した。タンディはトミー・ミルナーと共に4号車をドライブすることとなる。

## レース戦績

### フォーミュラ

#### イギリス・フォーミュラ3選手権
| 年     | チーム                       | エンジン   | 1        | 2         | 3         | 4       | 5         | 6        | 7         | 8       | 9       | 10       | 11      | 12        | 13      | 14      | 15       | 16      | 17      | 18      | 19    | 20    | 21      | 22    | 順位 | ポイント |
| ------ | ---------------------------- | ---------- | -------- | --------- | --------- | ------- | --------- | -------- | --------- | ------- | ------- | -------- | ------- | --------- | ------- | ------- | -------- | ------- | ------- | ------- | ----- | ----- | ------- | ----- | ---- | -------- |
| 2008年 | ジョー・タンディ・レーシング | メルセデス | OUL 1 NC | OUL 2 Ret | CRO 1 Ret | CRO 2 6 | MNZ 1 Ret | MNZ 2 5  | ROC 1 14  | ROC 2 6 | SNE 1 7 | SNE 2 22 | THR 1 8 | THR 2 Ret | BRH 1 7 | BRH 2 5 | SPA 1 23 | SPA 1 3 | SIL 1 9 | SIL 2 3 | BUC 1 | BUC 2 | DON 1 6 | DON 2 | 9位  | 86       |
| 2009年 | ジョー・タンディ・レーシング | メルセデス | OUL 1 2  | OUL 2 3   | SIL 1 8   | SIL 2 5 | ROC 1     | ROC 2 14 | HOC 1 DSQ | HOC 2 6 | SNE 1   | SNE 2    | DON 1   | DON 2     | SPA 1   | SPA 1   | SIL 1    | SIL 2   | ALG 1   | ALG 2   | BRH 1 | BRH 2 |         |       | 10位 | 68       |

- 太字はポールポジション、斜字はファステストラップ。(key)

#### フォーミュラ3・ユーロシリーズ
| 年     | チーム                    | シャシー           | エンジン | 1     | 2     | 3     | 4     | 5        | 6         | 7         | 8        | 9        | 10       | 11       | 12        | 13        | 14       | 15        | 16        | 17    | 18    | 19    | 20    | DC   | ポイント |
| ------ | ------------------------- | ------------------ | -------- | ----- | ----- | ----- | ----- | -------- | --------- | --------- | -------- | -------- | -------- | -------- | --------- | --------- | -------- | --------- | --------- | ----- | ----- | ----- | ----- | ---- | -------- |
| 2009年 | コレス&ハインツ・ユニオン | ダラーラ・F308/003 | VW       | HOC 1 | HOC 2 | LAU 1 | LAU 2 | NOR 1 20 | NOR 2 Ret | ZAN 1 Ret | ZAN 2 15 | OSC 1 18 | OSC 2 17 | NÜR 1 18 | NÜR 2 Ret | BRH 1 Ret | BRH 2 12 | CAT 1 Ret | CAT 2 DNS | DIJ 1 | DIJ 2 | HOC 1 | HOC 2 | 28位 | 0        |

(key)

### ポルシェカップ

#### ポルシェ・カレラカップ・ドイツ
| 年     | チーム                       | 1     | 2     | 3     | 4      | 5       | 6     | 7     | 8     | 9       | 順位 | ポイント |
| ------ | ---------------------------- | ----- | ----- | ----- | ------ | ------- | ----- | ----- | ----- | ------- | ---- | -------- |
| 2009年 | コンラット・モータースポーツ | HOC   | LAU   | NOR   | ZAN    | OSC     | NÜR   | CAT   | DIJ 2 | HOC     | NC‡  | 0‡       |
| 2010年 | コンラット・モータースポーツ | HOC 1 | VAL 1 | LAU 2 | NOR 16 | NÜR 16  | ZAN 1 | BRH 1 | OSC 1 | HOC Ret | 2位  | 121      |
| 2011年 | コンラット・モータースポーツ | HOC 1 | ZAN 3 | SPL 2 | LAU 3  | NNS Ret | NOR 5 | NÜR 1 | OSC 1 | HOC 3   | 1位  | 138      |

- ‡：ゲストドライバーとして参戦したため、ポイントの獲得は認められない。
- 太字はポールポジション、斜字はファステストラップ。(key)

#### ポルシェ・スーパーカップ
| 年     | チーム                       | 1     | 2     | 3     | 4       | 5     | 6       | 7       | 8     | 9     | 10    | 11      | 12    | 13      | DC  | ポイント |
| ------ | ---------------------------- | ----- | ----- | ----- | ------- | ----- | ------- | ------- | ----- | ----- | ----- | ------- | ----- | ------- | --- | -------- |
| 2009年 | コンラット・モータースポーツ | BHR   | BHR   | CAT   | MON     | IST   | SIL     | NÜR     | HUN   | VAL   | SPA   | MNZ     | YMC 2 | YMC Ret | NC‡ | 0‡       |
| 2010年 | コンラット・モータースポーツ | BHR 4 | BHR 3 | CAT 5 | MON 2   | VAL 8 | SIL 1   | HOC Ret | HUN 1 | SPA 6 | MNZ 1 |         |       |         | 2位 | 146      |
| 2011年 | コンラット・モータースポーツ | IST 2 | CAT 2 | MON 2 | NNS Ret | SIL 2 | NÜR DSQ | HUN 9   | SPA 3 | MNZ 5 | YMC 1 | YMC Ret |       |         | 5位 | 129      |

- ‡：ゲストドライバーとして参戦したため、ポイントの獲得は認められない。
- 太字はポールポジション、斜字はファステストラップ (key)。

### グランドツーリング

#### ADAC GTマスターズ
| 年     | チーム                     | 車両                | 1       | 2       | 3        | 4         | 5         | 6        | 7     | 8     | 9     | 10       | 11    | 12      | 13      | 14       | 15    | 16    | 順位 | ポイント |
| ------ | -------------------------- | ------------------- | ------- | ------- | -------- | --------- | --------- | -------- | ----- | ----- | ----- | -------- | ----- | ------- | ------- | -------- | ----- | ----- | ---- | -------- |
| 2012年 | シュルツ・モータースポーツ | ポルシェ・911 GT3 R | OSC 1 5 | OSC 2 1 | ZAN 1 18 | ZAN 2 Ret | SAC 1 Ret | SAC 2 23 | NÜR 1 | NÜR 2 | SPL 1 | SPL 2 25 | LAU 1 | LAU 2 1 | NÜR 1 7 | NÜR 2 10 | HOC 1 | HOC 2 | 7位  | 117      |

- 太字はポールポジション、斜字はファステストラップ。(key)

#### スパ・フランコルシャン24時間レース
| スパ24時間レース 結果 | スパ24時間レース 結果          | スパ24時間レース 結果                         | スパ24時間レース 結果 | スパ24時間レース 結果 | スパ24時間レース 結果 | スパ24時間レース 結果 | スパ24時間レース 結果 |
| 年                    | チーム                         | コ・ドライバー                                | 使用車両              | クラス                | 周回                  | 順位                  | クラス 順位           |
| --------------------- | ------------------------------ | --------------------------------------------- | --------------------- | --------------------- | --------------------- | --------------------- | --------------------- |
| 2013年                | プロスピード・コンペティション | マルコ・マペッリ マルコ・ホルツァー           | ポルシェ・911 GT3 R   | Pro                   | 414                   | DNF                   | DNF                   |
| 2019年                | ローヴェ・レーシング           | パトリック・ピレ フレデリック・マコヴィッキィ | ポルシェ・911 GT3 R   | Pro                   | 363                   | 2位                   | 2位                   |
| 2020年                | ローヴェ・レーシング           | ローレンス・ヴァントール アール・バンバー     | ポルシェ・911 GT3 R   | Pro                   | 527                   | 1位                   | 1位                   |
| 2021年                | KCMG                           | ローレンス・ヴァントール マキシム・マルタン   | ポルシェ・911 GT3 R   | Pro                   | 554                   | 5位                   | 5位                   |
| 2022年                | KCMG                           | ローレンス・ヴァントール デニス・オルセン     | ポルシェ・911 GT3 R   | Pro                   | 536                   | 7位                   | 7位                   |

#### ニュルブルクリンク24時間レース
| ニュルブルクリンク24時間レース 結果 | ニュルブルクリンク24時間レース 結果 | ニュルブルクリンク24時間レース 結果                                  | ニュルブルクリンク24時間レース 結果 | ニュルブルクリンク24時間レース 結果 | ニュルブルクリンク24時間レース 結果 | ニュルブルクリンク24時間レース 結果 | ニュルブルクリンク24時間レース 結果 |
| 年                                  | チーム                              | コ・ドライバー                                                       | 車                                  | クラス                              | 周回                                | 順位                                | クラス 順位                         |
| ----------------------------------- | ----------------------------------- | -------------------------------------------------------------------- | ----------------------------------- | ----------------------------------- | ----------------------------------- | ----------------------------------- | ----------------------------------- |
| 2011年                              | MSC・アデナウ                       | パトリック・ヒュイスマン フローリアン・フリック ジュリアン・デレック | ポルシェ・911 GT3 Cup               | SP7                                 | 53                                  | DNF                                 | DNF                                 |
| 2012年                              | マンタイ・レーシング                | マルコ・ホルツァー ヨルグ・ベルグマイスター パトリック・ロング       | ポルシェ・911 GT3 R                 | SP9 GT3                             | 107                                 | DNF                                 | DNF                                 |
| 2013年                              | マンタイ・レーシング                | マルコ・ホルツァー ヨルグ・ベルグマイスター リヒャルト・リーツ       | ポルシェ・911 GT3 R                 | SP9 GT3                             | 85                                  | 11位                                | 10位                                |
| 2016年                              | マンタイ・レーシング                | アール・バンバー ケビン・エストレ パトリック・ピレ                   | ポルシェ・911 GT3 R                 | SP9                                 | 1                                   | DNF                                 | DNF                                 |
| 2018年                              | マンタイ・レーシング                | パトリック・ピレ フレデリック・マコヴィッキィ リヒャルト・リーツ     | ポルシェ・911 GT3 R                 | SP9                                 | 135                                 | 1位                                 | 1位                                 |
| 2019年                              | マンタイ・レーシング                | パトリック・ピレ フレデリック・マコヴィッキィ リヒャルト・リーツ     | ポルシェ・911 GT3 R                 | SP9                                 | 61                                  | DNF                                 | DNF                                 |
| 2021年                              | フリカデリ・レーシングチーム        | アール・バンバー マシュー・ジャミネット マット・キャンベル           | ポルシェ・911 GT3 R                 | SP9 Pro                             | 26                                  | DNF                                 | DNF                                 |
| 2022年                              | KCMG                                | アール・バンバー デニス・オルセン                                    | ポルシェ・911 GT3 R                 | SP9 Pro                             | 149                                 | DNF                                 | DNF                                 |

### スポーツカー

#### ウェザーテック・スポーツカー選手権
| 年     | チーム                                 | 使用車両                      | クラス  | 1      | 2      | 3      | 4     | 5     | 6     | 7      | 8      | 9      | 10     | 11    | 順位 | ポイント |
| ------ | -------------------------------------- | ----------------------------- | ------- | ------ | ------ | ------ | ----- | ----- | ----- | ------ | ------ | ------ | ------ | ----- | ---- | -------- |
| 2014年 | ポルシェ・ノースアメリカ               | ポルシェ・911 RSR             | GTLM    | DAY 1  | SEB 9  | LBH 4  | LGA 9 | WGL 5 | MOS 5 | IMS 10 | ELK 10 | VIR 10 | CTA 11 | PET 5 | 9位  | 293      |
| 2015年 | ポルシェ・ノースアメリカ               | ポルシェ・911 RSR             | GTLM    | DAY 5  | SEB 5  | LBH    | LGA   | WGL 6 | MOS 1 | ELK 1  | VIR 1  | CTA 3  | PET 1  |       | 9位  | 255      |
| 2016年 | ポルシェ・ノースアメリカ               | ポルシェ・911 RSR             | GTLM    | DAY 8  | SEB 10 | LBH 1  | LGA 8 | WGL 9 | MOS 8 | LIM 6  | ELK 7  | VIR 6  | CTA 2  | PET 7 | 8位  | 285      |
| 2017年 | ポルシェ・GTチーム                     | ポルシェ・911 RSR             | GTLM    | DAY    | SEB    | LBH    | CTA   | WGL   | MOS   | LIM    | ELK    | VIR    | LGA    | PET 6 | 25位 | 25       |
| 2018年 | ポルシェ・GTチーム                     | ポルシェ・911 RSR             | GTLM    | DAY 8  | SEB 1  | LBH 6  | MDO 6 | WGL 3 | MOS 4 | LIM 5  | ELK 5  | VIR 8  | LGA 8  | PET 1 | 7位  | 299      |
| 2019年 | ポルシェ・GTチーム                     | ポルシェ・911 RSR             | GTLM    | DAY 5  | SEB 1  | LBH 5  | MDO 3 | WGL 1 | MOS 3 | LIM 4  | ELK 7  | VIR 1  | LGA 8  | PET 6 | 2位  | 317      |
| 2020年 | ポルシェ・GTチーム                     | ポルシェ・911 RSR-19          | GTLM    | DAY 3  | DAY 3  | SEB 6  | ELK 4 | VIR 3 | ATL 4 | MDO    | CLT 5  | PET 1  | LGA 3  | SEB 1 | 5位  | 287      |
| 2021年 | コルベット・レーシング                 | シボレー・コルベット C8.R     | GTLM    | DAY 2  | SEB 5  | DET 1‡ | WGL 4 | WGL 2 | LIM 2 | ELK 3  | LGA 1  | LBH 1  | VIR 1  | PET 4 | 2位  | 3448     |
| 2022年 | コルベット・レーシング                 | シボレー・コルベット C8.R GTD | GTD Pro | DAY 10 | SEB    | LGA    | MDO   | WGL   | MOS   | LIM    | ELK    | VIR    | PET    |       | 35位 | 234      |
| 2023年 | ポルシェ・ペンスキー・モータースポーツ | ポルシェ・963                 | GTP     | DAY 8  | SEB 3  | LBH 1  | LGA 2 | WGL 9 | MOS 5 | ELK 7  | IMS 1  | PET 10 |        |       | 4位  | 2691     |
| 2024年 | ポルシェ・ペンスキー・モータースポーツ | ポルシェ・963                 | GTP     | DAY 4  | SEB 9  | LBH 4  | LGA 1 | DET 2 | WGL 3 | ELK 1  | IMS 10 | PET 2  |        |       | 2位  | 2869     |

- 太字はポールポジション、斜字はファステストラップ (key)。
- ‡：ノンチャンピオンシップレース。
- * : 今シーズンの順位。（現時点）

#### FIA 世界耐久選手権
| 年     | チーム                       | 使用車両                  | クラス    | 1     | 2     | 3       | 4     | 5     | 6       | 7     | 8     | 9     | 順位 | ポイント |
| ------ | ---------------------------- | ------------------------- | --------- | ----- | ----- | ------- | ----- | ----- | ------- | ----- | ----- | ----- | ---- | -------- |
| 2014年 | ポルシェ AG チーム・マンタイ | ポルシェ・911 RSR         | LMGTE Pro | SIL 2 | SPA   | LMN 11  | COA 4 | FSW   | SHA     | BHR   | SÃO   |       | 17位 | 31       |
| 2015年 | KCMG                         | オレカ・05                | LMP2      | SIL 4 |       |         | NÜR 1 | COA   | FSW Ret | SHA 3 | BHR 2 |       | 6位  | 71       |
| 2015年 | ポルシェ・チーム             | ポルシェ・919ハイブリッド | LMP1      |       | SPA 6 | LMS 1   |       |       |         |       |       |       | 8位  | 70.5     |
| 2017年 | ポルシェ・LMPチーム          | ポルシェ・919ハイブリッド | LMP1      | SIL 3 | SPA 4 | LMS Ret | NÜR 2 | MEX 2 | COA 2   | FSW 3 | SHA 3 | BHR 3 | 4位  | 129      |
| 2022年 | コルベット・レーシング       | シボレー・コルベット C8.R | LMGTE Pro | SEB 2 | SPA 4 | LMN Ret | MNZ 1 | FSW 5 | BHR 2   |       |       |       | 6位  | 102      |

- 太字はポールポジション、斜字はファステストラップ。(key)

#### ル・マン24時間レース
| ル・マン24時間レース 結果 | ル・マン24時間レース 結果                  | ル・マン24時間レース 結果                           | ル・マン24時間レース 結果 | ル・マン24時間レース 結果 | ル・マン24時間レース 結果 | ル・マン24時間レース 結果 | ル・マン24時間レース 結果 |
| 年                        | チーム                                     | コ・ドライバー                                      | 使用車両                  | クラス                    | 周回                      | 順位                      | クラス 順位               |
| ------------------------- | ------------------------------------------ | --------------------------------------------------- | ------------------------- | ------------------------- | ------------------------- | ------------------------- | ------------------------- |
| 2011年                    | チーム・フェルバーマイヤー・プロトン       | アブドゥルアジズ・アル＝ファイサル ブライス・ミラー | ポルシェ・911 GT3-RSR     | GTE Pro                   | 169                       | DNF                       | DNF                       |
| 2014年                    | ポルシェ AG チーム・マンタイ               | パトリック・ピレ ヨルグ・ベルグマイスター           | ポルシェ・911 RSR         | GTE Pro                   | 309                       | 36位                      | 7位                       |
| 2015年                    | ポルシェ・チーム                           | ニコ・ヒュルケンベルグ アール・バンバー             | ポルシェ・919ハイブリッド | LMP1                      | 395                       | 1位                       | 1位                       |
| 2016年                    | ポルシェ・モータースポーツ                 | パトリック・ピレ ケビン・エストレ                   | ポルシェ・911 RSR         | GTE Pro                   | 135                       | DNF                       | DNF                       |
| 2017年                    | ポルシェ・LMPチーム                        | ニール・ジャニ アンドレ・ロッテラー                 | ポルシェ・919ハイブリッド | LMP1                      | 318                       | DNF                       | DNF                       |
| 2018年                    | ポルシェ・GTチーム                         | パトリック・ピレ アール・バンバー                   | ポルシェ・911 RSR         | GTE Pro                   | 334                       | 27位                      | 10位                      |
| 2019年                    | ポルシェ・GTチーム                         | パトリック・ピレ アール・バンバー                   | ポルシェ・911 RSR         | GTE Pro                   | 342                       | 22位                      | 3位                       |
| 2020年                    | G-ドライブ・レーシング・バイ・アルガルヴェ | オリバー・ジャービス ライアン・カレン               | アウルス・01-ギブソン     | LMP2                      | 105                       | DNF                       | DNF                       |
| 2021年                    | コルベット・レーシング                     | トミー・ミルナー アレクサンダー・シムズ             | シボレー・コルベット C8.R | GTE Pro                   | 313                       | 44位                      | 6位                       |
| 2022年                    | コルベット・レーシング                     | トミー・ミルナー アレクサンダー・シムズ             | シボレー・コルベット C8.R | GTE Pro                   | 260                       | DNF                       | DNF                       |
| 2023年                    | ポルシェ・ペンスキー・モータースポーツ     | フェリペ・ナスル マシュー・ジャミネット             | ポルシェ・963             | ハイパーカー              | 84                        | DNF                       | DNF                       |

#### デイトナ24時間レース
| デイトナ24時間レース 結果 | デイトナ24時間レース 結果                           | デイトナ24時間レース 結果                                                | デイトナ24時間レース 結果     | デイトナ24時間レース 結果 | デイトナ24時間レース 結果 | デイトナ24時間レース 結果 | デイトナ24時間レース 結果 |
| 年                        | チーム                                              | コ・ドライバー                                                           | 使用車両                      | クラス                    | 周回                      | 順位                      | クラス 順位               |
| ------------------------- | --------------------------------------------------- | ------------------------------------------------------------------------ | ----------------------------- | ------------------------- | ------------------------- | ------------------------- | ------------------------- |
| 2011年                    | バーティン・レーシング                              | クラウディオ・バーティン マーティン・ラギンジャー ニコラ・アルミンド     | ポルシェ・911 GT3 Cup         | GT                        | 378                       | DNF                       | DNF                       |
| 2012年                    | NGTモータースポーツ                                 | エンリケ・シスネロス シーン・エドワーズ カルロス・カウフマン             | ポルシェ・911 GT3 Cup         | GT                        | 688                       | 29位                      | 19位                      |
| 2013年                    | コンラット・モータースポーツ オービット・レーシング | ミカエル・クリステンセン クリスチャン・エンゲルハート ランス・ウィルゼー | ポルシェ・911 GT3 Cup         | GT                        | 181                       | DNF                       | DNF                       |
| 2014年                    | ポルシェ・ノースアメリカ                            | リヒャルト・リーツ パトリック・ピレ                                      | ポルシェ・911 RSR             | GTLM                      | 679                       | 6位                       | 1位                       |
| 2015年                    | ポルシェ・ノースアメリカ                            | ヨルグ・ベルグマイスター アール・バンバー フレデリック・マコヴィッキィ   | ポルシェ・911 RSR             | GTLM                      | 581                       | DNF                       | DNF                       |
| 2016年                    | ポルシェ・GTチーム                                  | パトリック・ピレ ケビン・エストレ                                        | ポルシェ・911 RSR             | GTLM                      | 687                       | 33位                      | 8位                       |
| 2018年                    | ポルシェ・GTチーム                                  | パトリック・ピレ フレデリック・マコヴィッキィ                            | ポルシェ・911 RSR             | GTLM                      | 753                       | 20位                      | 8位                       |
| 2019年                    | ポルシェ・GTチーム                                  | パトリック・ピレ フレデリック・マコヴィッキィ                            | ポルシェ・911 RSR             | GTLM                      | 569                       | 14位                      | 5位                       |
| 2020年                    | ポルシェ・GTチーム                                  | フレデリック・マコヴィッキィ マット・キャンベル                          | ポルシェ・911 RSR-19          | GTLM                      | 786                       | 15位                      | 3位                       |
| 2021年                    | コルベット・レーシング                              | トミー・ミルナー アレクサンダー・シムズ                                  | シボレー・コルベット C8.R     | GTLM                      | 770                       | 12位                      | 2位                       |
| 2022年                    | コルベット・レーシング                              | トミー・ミルナー マルコ・ソレンセン                                      | シボレー・コルベット C8.R GTD | GTD Pro                   | 626                       | 45位                      | 10位                      |
| 2023年                    | ポルシェ・ペンスキー・モータースポーツ              | マシュー・ジャミネット デイン・キャメロン                                | ポルシェ・963                 | GTP                       | 700                       | DNF                       | DNF                       |

#### セブリング12時間レース
| セブリング12時間レース 結果 | セブリング12時間レース 結果            | セブリング12時間レース 結果                          | セブリング12時間レース 結果 | セブリング12時間レース 結果 | セブリング12時間レース 結果 | セブリング12時間レース 結果 | セブリング12時間レース 結果 |
| 年                          | チーム                                 | コ・ドライバー                                       | 使用車両                    | クラス                      | 周回                        | 順位                        | クラス 順位                 |
| --------------------------- | -------------------------------------- | ---------------------------------------------------- | --------------------------- | --------------------------- | --------------------------- | --------------------------- | --------------------------- |
| 2013年                      | チーム・ファルケン・タイヤ             | ヴォルフ・ヘンツラー ブライアン・セラーズ            | ポルシェ・911 GT3-RSR       | GT                          | 332                         | 17位                        | 3位                         |
| 2014年                      | ポルシェ・ノースアメリカ               | リヒャルト・リーツ パトリック・ピレ                  | ポルシェ・911 RSR           | GTLM                        | 282                         | 20位                        | 9位                         |
| 2015年                      | ポルシェ・ノースアメリカ               | パトリック・ピレ リヒャルト・リーツ アール・バンバー | ポルシェ・911 RSR           | GTLM                        | 328                         | 14位                        | 5位                         |
| 2016年                      | ポルシェ・GTチーム                     | パトリック・ピレ ケビン・エストレ                    | ポルシェ・911 RSR           | GTLM                        | 116                         | DNF                         | DNF                         |
| 2018年                      | ポルシェ・GTチーム                     | パトリック・ピレ フレデリック・マコヴィッキィ        | ポルシェ・911 RSR           | GTLM                        | 328                         | 10位                        | 1位                         |
| 2019年                      | ポルシェ・GTチーム                     | パトリック・ピレ フレデリック・マコヴィッキィ        | ポルシェ・911 RSR           | GTLM                        | 330                         | 10位                        | 1位                         |
| 2020年                      | ポルシェ・GTチーム                     | フレデリック・マコヴィッキィ マット・キャンベル      | ポルシェ・911 RSR-19        | GTLM                        | 332                         | 12位                        | 1位                         |
| 2021年                      | コルベット・レーシング                 | トミー・ミルナー アレクサンダー・シムズ              | シボレー・コルベット C8.R   | GTLM                        | 330                         | 12位                        | 5位                         |
| 2023年                      | ポルシェ・ペンスキー・モータースポーツ | マシュー・ジャミネット デイン・キャメロン            | ポルシェ・963               | GTP                         | 315                         | 9位                         | 3位                         |